# Canoe Meadows Wildlife Sanctuary
Das Canoe Meadows Wildlife Sanctuary ist ein 253 Acres (1 km²) großes Schutzgebiet bei Pittsfield im Bundesstaat Massachusetts der Vereinigten Staaten. Es wird von der Massachusetts Audubon Society verwaltet.

## Schutzgebiet
Das Schutzgebiet befindet sich am Housatonic River ca. 1 mi (1,6 km) außerhalb von Pittsfield und ist ein wichtiges Rückzugsgebiet für Pflanzen und Tiere. 3 mi (4,8 km) Wanderwege stehen für Besucher zur Verfügung, von denen 0,3 mi (0,5 km) barrierefrei zugänglich sind. Auf dem Gelände befindet sich auch ein Gemeinschaftsgarten für die Einwohner der Umgebung. Interessierte Besucher können an der Vogelbeobachtung teilnehmen und eine Checkliste ausfüllen, um die Arbeit der Audubon Society zu unterstützen.